# Record de France du 100 mètres
Pour un article plus général, voir Records de France d'athlétisme.
Les records de France seniors du 100 mètres sont actuellement détenus, chez les hommes, par Jimmy Vicaut en 9 s 86 (établis à deux reprises le 4 juillet 2015 et le 7 juin 2016), et par Christine Arron chez les femmes, en 10 s 73 (établi le 19 août 1998). À la suite de la performance de l'italien Marcell Jacobs le 1er août 2021, seule la performance de Christine Arron constitue encore le record d'Europe de la spécialité.

## Historique

### Hommes

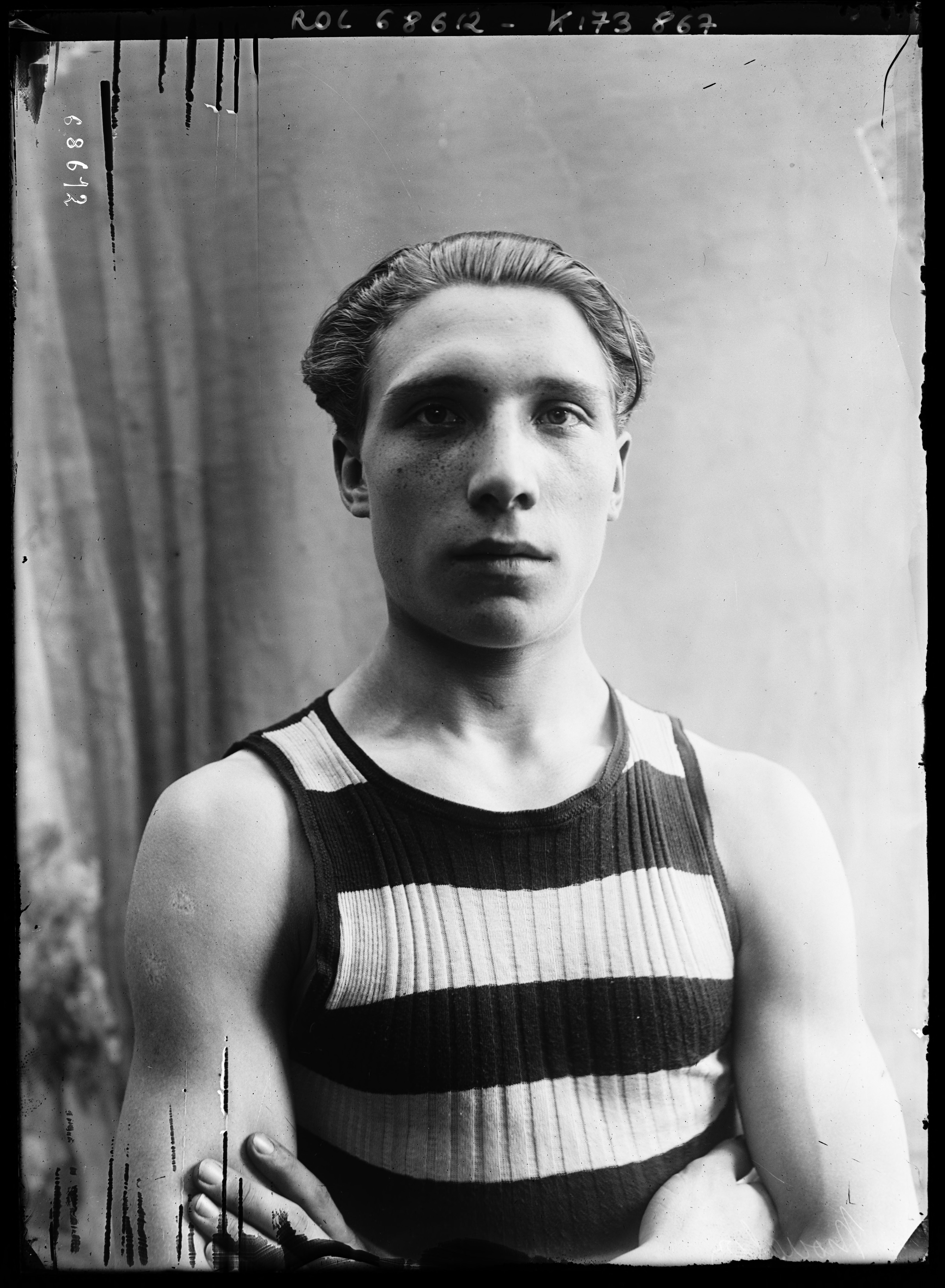
André Mourlon

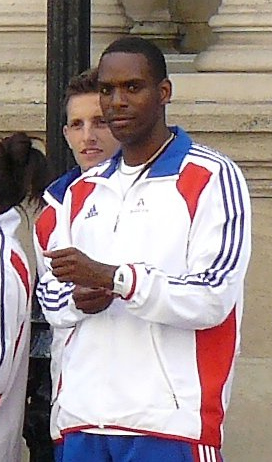
Ronald Pognon, premier athlète français à courir le 100 m en moins de 10 secondes.

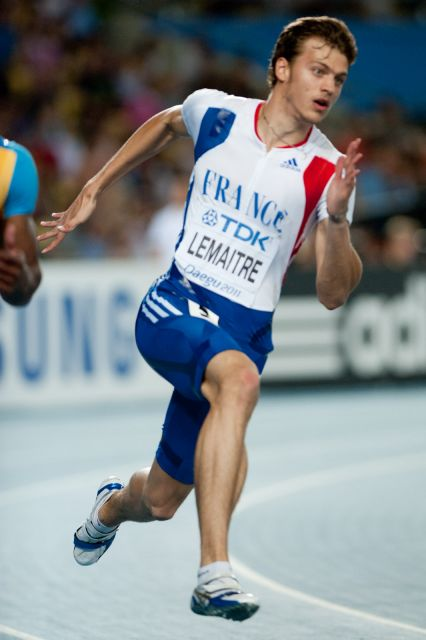
Christophe Lemaitre a battu ou égalé le record de France à 7 reprises.

À l'ère du chronométrage manuel, les performances de Roger Bambuck, qui s'approchent des 10 s, font longtemps figure de références en France. À partir de l'utilisation du chronométrage électronique, le record de France du 100 m passe, chez les hommes, de 10 s 09 en 1986 à 9 s 92 en 2011, grâce aux performances de 5 athlètes. Chez les femmes, il est établi par 4 coureuses depuis 1976, se stabilisant à 10 s 73 en 1998.
Le record national masculin reste longtemps la propriété de Daniel Sangouma, dont les 10 s 02 ne sont pas battues entre 1990 et 2005. Le 5 juillet 2005, Ronald Pognon remporte une course au meeting de Lausanne en 9 s 99, devenant alors le premier Français à passer sous les dix secondes.
En franchissant à son tour, le 9 juillet 2010 à Valence, la barre des 10 secondes avec un temps de 9 s 98 Christophe Lemaitre devient, depuis l'apparition du chronométrage électrique (en 1968), le 72e athlète au monde et le premier sprinteur blanc de l'histoire à descendre sous les 10 secondes sur 100 mètres. Le 29 août 2010, lors du Meeting de Rieti, il améliore d'un centième de seconde son propre record de France avec 9 s 97 en finale après l'avoir égalé en série. En 2011, il réalise 9 s 96 le 7 juin 2011 au meeting de Montreuil puis 9 s 95 lors des Championnats d'Europe d'athlétisme par équipes, temps égalé lors du meeting Athletissima de Lausanne le 30 juin 2011. Puis le 29 juillet 2011 aux championnats de France d'athlétisme, il porte son record à 9 s 92.
Le 4 juillet 2015, lors du Meeting Areva de Saint-Denis, Jimmy Vicaut améliore de 6/100e de seconde le record de France de Christophe Lemaitre en le portant à 9 s 86 (+ 1,3 m/s). Il égale à cette occasion le record d'Europe du Portugais Francis Obikwelu.

### Femmes

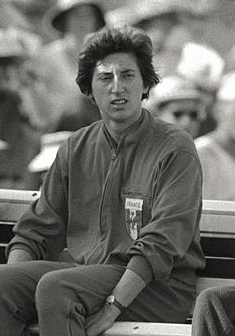
Catherine Capdevielle

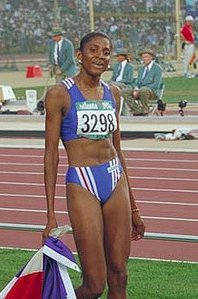
Marie-José Pérec, première athlète française à courir le 100 m en moins de 11 secondes

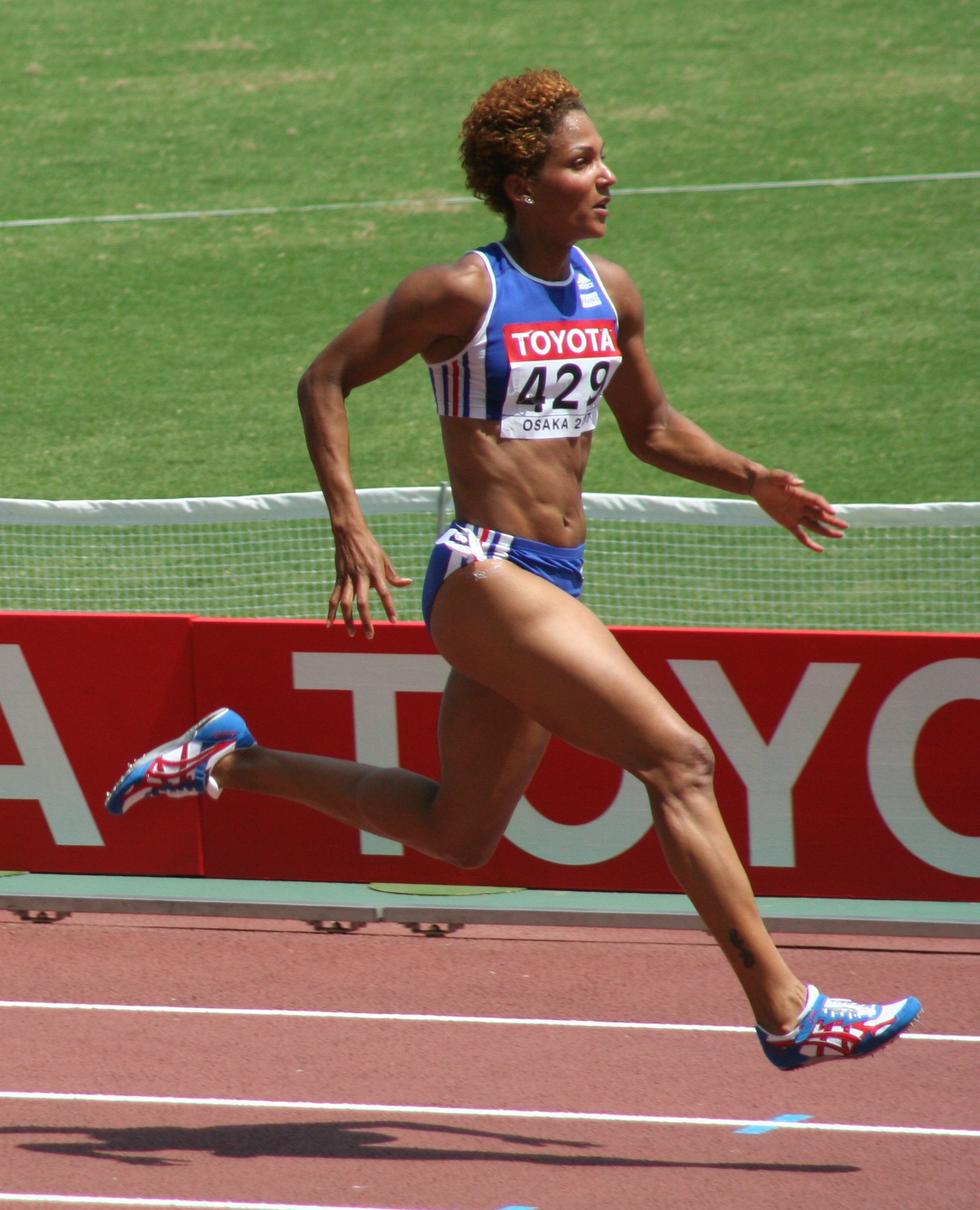
Christine Arron, actuelle détentrice du record de France

Chez les femmes, Marie-José Pérec est la première Française à passer sous la barre des 11 secondes en réalisant 10 s 96 en 1991. Elle n'est battue que le 24 mai 1998 par Christine Arron. La même année, elle améliore à trois reprises sa propre performance. Le 19 août 1998, lors des Championnats d'Europe à Budapest, Arron court en 10 s 73, s'emparant également du record d'Europe.

## Chronologie du record de France

### Hommes
| Temps   | Vent      | Athlète                      | Date                       | Lieu                            |
| ------- | --------- | ---------------------------- | -------------------------- | ------------------------------- |
| 11 s 6  |           | René Cavally                 | 29 avril 1888              | Paris                           |
| 11 s 0  |           | André Tournois               | 22 mai 1892                | Paris                           |
| 11 s 0  |           | Jean-Guy Gautier             | 27 mai 1894                | Paris                           |
| 11 s 0  |           | Émile Ali-Khan               | 18 juillet 1920            | Paris                           |
| 10 s 9  |           | René Lorain                  | 28 août 1921               | Stockholm                       |
| 10 s 8  |           | André Mourlon                | 23 septembre 1923          | Helsinki                        |
| 10 s 8  |           | André Mourlon                | 1er juin 1924              | Paris                           |
| 10 s 8  |           | René Mourlon                 | 21 juin 1924               | Colombes                        |
| 10 s 8  |           | Maurice Rousseaux            | 14 juin 1925               | Colombes                        |
| 10 s 8  |           | Francis De Chasseloup-Laubat | 14 juin 1925               | Colombes                        |
| 10 s 8  |           | André Mourlon                | 30 août 1925               | Stockholm                       |
| 10 s 8  |           | Maurice Degrelle             | 10 juillet 1926            | Colombes                        |
| 10 s 6  |           | Gilbert Auvergne             | 19 juillet 1930            | Colombes                        |
| 10 s 5  |           | René Valmy                   | 20 juillet 1941            | Colombes                        |
| 10 s 5  |           | Étienne Bally                | 13 juillet 1947            | Colombes                        |
| 10 s 5  |           | René Bonino                  | 24 août 1952               | Colombes                        |
| 10 s 5  |           | Alain David                  | 6 août 1955                | Colombes                        |
| 10 s 5  |           | Konstantin Lissenko          | 6 août 1955                | Colombes                        |
| 10 s 5  |           | Jocelyn Delecour             | 23 mai 1958                | Sofia                           |
| 10 s 3  |           | Jocelyn Delecour             | 14 juin 1958               | Varsovie                        |
| 10 s 3  |           | Abdoulaye Seye               | 13 septembre 1958          | Colombes                        |
| 10 s 2  |           | Abdoulaye Seye               | 4 juillet 1959             | Paris                           |
| 10 s 2  |           | Abdoulaye Seye               | 2 juillet 1960             | Paris                           |
| 10 s 2  |           | Roger Bambuck                | 15 août 1965               | Baden-Baden                     |
| 10 s 2  |           | Roger Bambuck                | 8 juin 1966                | Paris                           |
| 10 s 2  |           | Roger Bambuck                | 10 décembre 1966           | La Havane                       |
| 10 s 2  |           | Roger Bambuck                | 4 juillet 1967             | Zurich                          |
| 10 s 2  |           | Roger Bambuck                | 9 août 1967                | Montréal                        |
| 10 s 2  |           | Roger Bambuck                | 24 septembre 1967          | Chambéry                        |
| 10 s 2  |           | Roger Bambuck                | 30 septembre 1967          | Marseille                       |
| 10 s 1  |           | Roger Bambuck                | 12 juin 1968               | Paris                           |
| 10 s 0  |           | Roger Bambuck                | 20 juin 1968               | Sacramento                      |
| 10 s 11 | +1,6      | Roger Bambuck                | 14 octobre 1968            | Mexico (JO)                     |
| 10 s 09 | +1,3      | Antoine Richard              | 9 août 1986                | Aix-les-Bains (CF)              |
| 10 s 09 | +1,5      | Max Morinière                | 3 juillet 1987             | Lyon (Parilly)                  |
| 10 s 02 | +0,7      | Daniel Sangouma              | 29 juin 1990               | Villeneuve-d'Ascq               |
| 9 s 99  | +1,8      | Ronald Pognon                | 5 juillet 2005             | Lausanne                        |
| 9 s 98  | +1,3      | Christophe Lemaitre          | 9 juillet 2010             | Valence (CF)                    |
| 9 s 98  | +1,1      | Christophe Lemaitre          | 29 août 2010               | Rieti (1/2 finale)              |
| 9 s 97  | +0,9      | Christophe Lemaitre          | 29 août 2010               | Rieti (finale)                  |
| 9 s 96  | +0,9      | Christophe Lemaitre          | 7 juin 2011                | Montreuil                       |
| 9 s 95  | +1,0      | Christophe Lemaitre          | 18 juin 2011               | Stockholm (CE par équipes)      |
| 9 s 95  | +1,0      | Christophe Lemaitre          | 30 juin 2011               | Lausanne                        |
| 9 s 92  | +2,0      | Christophe Lemaitre          | 29 juillet 2011            | Albi (CF)                       |
| 9 s 86  | +1,3 +1,8 | Jimmy Vicaut                 | 4 juillet 2015 7 juin 2016 | Paris (Meeting Areva) Montreuil |

### Femmes
| Temps   | Vent  | Athlète               | Date               | Lieu               |
| ------- | ----- | --------------------- | ------------------ | ------------------ |
| 13 s 0  |       | Yvonne De Winne       | 20 août 1922       | Paris              |
| 12 s 6  |       | Marguerite Radideau   | 3 octobre 1926     | Paris              |
| 12 s 4  |       | Marguerite Radideau   | 1er juillet 1928   | Paris              |
| 12 s 4  |       | Marguerite Radideau   | 15 juillet 1928    | Paris              |
| 12 s 4  |       | Georgette Gagneux     | 29 juin 1929       | Paris              |
| 12 s 4  |       | Gaëtane Boitel        | 15 juillet 1939    | Monaco             |
| 12 s 3  |       | Claire Brésolles      | 11 août 1946       | Strasbourg         |
| 12 s 2  |       | Claire Brésolles      | 22 août 1946       | Oslo               |
| 12 s 2  |       | Claire Brésolles      | 22 août 1946       | Oslo               |
| 12 s 1  |       | Léa Caurla            | 13 juin 1948       | Amsterdam          |
| 12 s 1  |       | Jeanine Toulouse      | 16 août 1948       | Colombes           |
| 12 s 0  |       | Jeanine Toulouse      | 10 juillet 1949    | Colombes           |
| 12 s 0  |       | Catherine Capdevielle | 26 juin 1955       | Longwy             |
| 11 s 8  |       | Catherine Capdevielle | 6 août 1955        | Colombes           |
| 11 s 8  |       | Catherine Capdevielle | 24 août 1955       | Prague             |
| 11 s 7  |       | Catherine Capdevielle | 4 septembre 1955   | Bordeaux           |
| 11 s 7  |       | Catherine Capdevielle | 24 novembre 1956   | Melbourne          |
| 11 s 7  |       | Catherine Capdevielle | 7 août 1958        | Poitiers           |
| 11 s 7  |       | Catherine Capdevielle | 26 juin 1960       | Copenhague         |
| 11 s 6  |       | Catherine Capdevielle | 23 juillet 1960    | Colombes           |
| 11 s 6  |       | Catherine Capdevielle | 23 juillet 1960    | Colombes           |
| 11 s 6  |       | Catherine Capdevielle | 14 août 1960       | Flardingue         |
| 11 s 4  |       | Catherine Capdevielle | 21 août 1960       | Coblence           |
| 11 s 4  |       | Sylviane Telliez      | 21 juillet 1968    | Geretsried         |
| 11 s 3  |       | Sylviane Telliez      | 18 juillet 1969    | Colombes           |
| 11 s 1  |       | Sylviane Telliez      | 14 juin 1972       | Berlin             |
| 11 s 36 |       | Sylviane Telliez      | 1er septembre 1972 | Munich             |
| 11 s 27 |       | Chantal Réga          | 19 juin 1976       | Villemomble        |
| 11 s 15 | +2,0  | Chantal Réga          | 26 juin 1976       | Villeneuve-d'Ascq  |
| 11 s 14 | +1,87 | Laurence Bily         | 14 juillet 1989    | Casablanca         |
| 11 s 04 | +0,6  | Laurence Bily         | 13 août 1989       | Tours              |
| 10 s 96 | +1,2  | Marie-José Pérec      | 27 juillet 1991    | Dijon              |
| 10 s 95 | +2,0  | Christine Arron       | 24 mai 1998        | Bonneuil-sur-Marne |
| 10 s 85 | +1,5  | Christine Arron       | 5 août 1998        | Montauban          |
| 10 s 81 | +1,3  | Christine Arron       | 19 août 1998       | Budapest           |
| 10 s 73 | +2,0  | Christine Arron       | 19 août 1998       | Budapest (RE)      |

## Sources
- DocAthlé2003, Fédération française d'athlétisme, p.39 et 46
- Chronologies des records de France seniors plein air sur cdm.athle.com